# دوري كرة القدم الغربي 1895–96
دوري كرة القدم الغربي 1895–96 (بالإنجليزية: 1895–96 Western Football League)‏ هو موسم من دوري كرة القدم الغربي ‏. فاز فيه Warmley F.C. ‏.